# دان كولمان
دان كولمان (13 فبراير 1985 بمنيابولس في الولايات المتحدة - ) (بالإنجليزية: Dan Coleman)‏ هو لاعب كرة سلة أمريكي في مركز هجوم قوي الجسم. لعب مع دونار ‏.

## وصلات خارجية
- دان كولمان على موقع كرة السلة الأوروبية.كوم (الإنجليزية)
- دان كولمان على موقع كلية كرة السلة في سبورتس رفرنس.كوم (الإنجليزية)
- دان كولمان على موقع ريلجم (الإنجليزية)
- دان كولمان على موقع بروبوليرز (الإنجليزية)
- دان كولمان على موقع سبورتس رفرنس (الإنجليزية)